# Volta a Espanha de 1985
A 40ª edição da Vuelta decorreu entre 23 de abril a 12 de Maio de 1985 entre as localidades de Valladolid e Salamanca. A corrida foi composta por 19 etapas, num total de mais de 3474 km, com uma média de 36,417 km/h.

## Equipas participantes
| Equipa              | Chefe de filas       |
| KAS - MIKO - SKIL   | Eric Caritoux        |
| Café de Colombia    | Fabio Parra          |
| Dormilón            | Juan Martínez Oliver |
| Fagor               | Pedro Muñoz          |
| Hueso               | Jesús Suárez Cuevas  |
| Lousa - Trinaranjus | Manuel Cunha         |
| Kelme               | Vicente Belda        |
| MG Orbea            | Pedro Delgado        |
| Panasonic - Raleigh | Steven Rooks         |

| Equipa                 | Chefe de filas           |
| Peugeot - Shell        | Robert Millar            |
| Reynolds               | Eduardo Chozas           |
| Safir                  | Guido Beyens             |
| Selección URSS         | Ivan Ivanov              |
| Supermercati Brianzoli | Gianbattista Baronchelli |
| Teka                   | Raymund Dietzen          |
| Xerox - Filadelfia     | Michael Carter           |
| Zor - Gemeaz           | Álvaro Pino              |

## Etapas
| Etapa   | data        | Etapa                             | Km        | Vencedor da etapa                | Líder da classificação geral   |
| Prólogo | 23 de abril | Valladolid                        | 5,6 (CRI) | Bert Oosterbosch Países Baixos   | Bert Oosterbosch Países Baixos |
| 1ª      | 24 de abril | Valladolid-Zamora                 | 177       | Eddy Planckaert Bélgica          | Bert Oosterbosch Países Baixos |
| 2ª      | 25 de abril | Zamora-Ourense                    | 262       | Sean Kelly Irlanda               | Miguel Induráin Espanha        |
| 3ª      | 26 de abril | Ourense-Santiago de Compostela    | 197       | Gianbattista Baronchelli Itália  | Miguel Induráin Espanha        |
| 4ª      | 27 de abril | Santiago de Compostela-Lugo       | 162       | Eddy Planckaert Bélgica          | Miguel Induráin Espanha        |
| 5ª      | 28 de abril | Lugo-Oviedo                       | 238       | Federico Echave Espanha          | Miguel Induráin Espanha        |
| 6ª      | 29 de abril | Oviedo-Lagos de Covadonga         | 145       | Pedro Delgado Espanha            | Pedro Delgado Espanha          |
| 7ª      | 30 de abril | Cangas de Onís-Alto Campoo        | 190       | Antonio Agudelo Colômbia         | Pello Ruiz Cabestany Espanha   |
| 8ª      | 1 de Maio   | Aguilar de Campoo-Tabacalera      | 224       | Ángel Camarillo Espanha          | Pello Ruiz Cabestany Espanha   |
| 9ª      | 2 de Maio   | Tabacalera-Balneario de Panticosa | 253       | Alfons de Wolf Bélgica           | Pello Ruiz Cabestany Espanha   |
| 10ª     | 3 de Maio   | Sabiñánigo-Tremp                  | 209       | Sean Kelly Irlanda               | Robert Millar Reino Unido      |
| 11ª     | 4 de Maio   | Tremp-Andorra                     | 124       | Francisco Rodríguez Colômbia     | Robert Millar Reino Unido      |
| 12ª     | 5 de Maio   | Andorra-Pal                       | 16 (CRI)  | Francisco Rodríguez Colômbia     | Robert Millar Reino Unido      |
| 13ª     | 6 de Maio   | Andorra-Sant Quirze del Vallés    | 193       | José Ángel Sarrapio Espanha      | Robert Millar Reino Unido      |
| 14ª     | 7 de Maio   | Valencia-Benidorm                 | 201       | José Recio Espanha               | Robert Millar Reino Unido      |
| 15ª     | 8 de Maio   | Benidorm-Albacete                 | 208       | Sean Kelly Irlanda               | Robert Millar Reino Unido      |
| 16ª     | 9 de Maio   | Albacete-Alcalá de Henares        | 252       | Isidro Juárez Espanha            | Robert Millar Reino Unido      |
| 17ª     | 10 de Maio  | Alcalá de Henares                 | 43 (CRI)  | Pello Ruiz Cabestany Espanha     | Robert Millar Reino Unido      |
| 18ª     | 11 de Maio  | Alcalá de Henares-Segovia         | 200       | José Recio Espanha               | Pedro Delgado Espanha          |
| 19ª     | 12 de Maio  | Segovia-Salamanca                 | 175       | Vladimir Malakov União Soviética | Pedro Delgado Espanha          |

## Classificações
| \| 1. \| Pedro Delgado \| Espanha \| ORB \| 95h 58' 00s \| \| \| 2. \| Robert Millar \| Reino Unido \| PEU \| a 36s \| \| \| 3. \| Francisco Rodríguez \| Colômbia \| ZOR \| a 46s \| \| \| 4. \| Pello Ruiz Cabestany \| Espanha \| ORB \| a 1' 51s \| \| \| 5. \| Fabio Parra \| Colômbia \| CAF \| a 3' 40s \| \| \| 6. \| Eric Caritoux \| França \| KAS \| a 6' 08s \| \| \| 7. \| Raymund Dietzen \| Alemanha \| TEK \| a 6' 36s \| \| \| 8. \| Álvaro Pino \| Espanha \| ZOR \| a 7' 41s \| \| \| 9. \| Sean Kelly \| Irlanda \| KAS \| a 7' 52s \| \| \| 10. \| José Luis Navarro \| Espanha \| ZOR \| a 8' 56s \| \| |                      |             |     |             |  |
| 1. | Pedro Delgado        | Espanha     | ORB | 95h 58' 00s |  |
| 2. | Robert Millar        | Reino Unido | PEU | a 36s       |  |
| 3. | Francisco Rodríguez  | Colômbia    | ZOR | a 46s       |  |
| 4. | Pello Ruiz Cabestany | Espanha     | ORB | a 1' 51s    |  |
| 5. | Fabio Parra          | Colômbia    | CAF | a 3' 40s    |  |
| 6. | Eric Caritoux        | França      | KAS | a 6' 08s    |  |
| 7. | Raymund Dietzen      | Alemanha    | TEK | a 6' 36s    |  |
| 8. | Álvaro Pino          | Espanha     | ZOR | a 7' 41s    |  |
| 9. | Sean Kelly           | Irlanda     | KAS | a 7' 52s    |  |
| 10. | José Luis Navarro    | Espanha     | ZOR | a 8' 56s    |  |

| \| 1. \| Sean Kelly \| Irlanda \| KAS \| 223 pontos \| \| 2. \| Pello Ruiz Cabestany \| Espanha \| ORB \| 132 pontos \| \| 3. \| Francisco Rodríguez \| Colômbia \| ZOR \| 100 pontos \| |                      |          |     |            |
| 1. | Sean Kelly           | Irlanda  | KAS | 223 pontos |
| 2. | Pello Ruiz Cabestany | Espanha  | ORB | 132 pontos |
| 3. | Francisco Rodríguez  | Colômbia | ZOR | 100 pontos |

| \| 1. \| José Luis Laguía \| Espanha \| REY \| 85 pontos \| \| 2. \| Robert Millar \| Reino Unido \| PEU \| 69 pontos \| \| 3. \| Francisco Rodríguez \| Colômbia \| ZOR \| 64 pontos \| |                     |             |     |           |
| 1. | José Luis Laguía    | Espanha     | REY | 85 pontos |
| 2. | Robert Millar       | Reino Unido | PEU | 69 pontos |
| 3. | Francisco Rodríguez | Colômbia    | ZOR | 64 pontos |

| \| 1. \| Ronny Van Holen \| Bélgica \| SAF \| 43 pontos \| |                 |         |     |           |
| 1.                                                         | Ronny Van Holen | Bélgica | SAF | 43 pontos |

| \| 1. \| Jesús Suárez Cuevas \| Espanha \| HUE \| - \| |                     |         |     |   |
| 1.                                                     | Jesús Suárez Cuevas | Espanha | HUE | - |

| \| 1. \| Fabio Parra \| Colômbia \| CAF \| 96h 01' 40s \| |             |          |     |             |
| 1.                                                        | Fabio Parra | Colômbia | CAF | 96h 01' 40s |

| \| 1. \| ZOR-Gemeaz \| Espanha \| ZOR \| 287h 57' 06s \| |            |         |     |              |
| 1.                                                       | ZOR-Gemeaz | Espanha | ZOR | 287h 57' 06s |